# Florin Andone
Florin Andone (* 11. April 1993 in Botoșani) ist ein rumänischer Fußballspieler. Der Stürmer spielt für die rumänische Nationalmannschaft und steht seit Sommer 2024 beim spanischen Viertligisten Atlético Baleares unter Vertrag.

## Karriere

### Verein
Andone begann mit zehn Jahren bei seinem Heimatverein CSŞ Botoşani mit dem Fußballspielen. Als sein Vater 2005 bei einem Autounfall starb, zog er zu seiner Mutter nach Vinaròs in Spanien. Dort schloss er sich dem unterklassigen Vinaròs CF an. 2008 wechselte er in die Nachbarstadt zum Zweitligisten CD Castellón, für den er mit 18 Jahren vier Zweitligaspiele bestritt. 2011 wechselte er zum benachbarten Erstligisten FC Villarreal, wo er zunächst für die A-Junioren und die B-Mannschaft spielte. Für die Saison 2013/14 wurde er an den Drittligisten Atlético Baleares ausgeliehen, bei dem er in 34 Ligaspielen zwölf Tore erzielte. 2014 wechselte er dann in den Süden zum FC Córdoba, spielte aber zunächst nur in der B-Mannschaft in der dritten Liga. Ab Januar 2015 spielte er dann in der ersten Mannschaft in der ersten Liga. Er erzielte dabei in 20 Spielen fünf Tore und damit fast ein Viertel aller Tore der Mannschaft der gesamten Saison, die als Letzter anschließend in die Zweite Liga abstieg. Dort sorgte er mit 21 Toren – mehr als ein Drittel der Tore der Mannschaft und zweitbester Torschütze der Liga – in 34 Spielen, das Córdoba als Fünfter die Aufstiegs-Play-offs erreicht, die im Juni 2016 stattfinden.
Im August 2021 kehrte Andone nach Spanien zurück, um die Saison 2021/22 für den Erstligisten FC Cádiz auf Leihbasis zu bestreiten. 2022 wechselte er zur UD Las Palmas auf die Insel Gran Canaria.

### Nationalmannschaft
Andone nahm mit der rumänischen U-19-Mannschaft im Mai 2012 an der zweiten Qualifikationsrunde für die U-19-Fußball-Europameisterschaft 2012 teil und kam dabei in den Spielen gegen Serbien und Deutschland zum Einsatz, hinter denen die Rumänen den dritten Platz belegten und ausschieden.
Im März 2015 wurde er erstmals zur A-Nationalmannschaft eingeladen, saß aber beim EM-Qualifikationsspiel gegen die Färöer nur auf der Bank. Am 13. Juni 2015 kam er dann beim torlosen Remis in der Qualifikation für die EM 2016 gegen Nordirland zu seinem ersten Einsatz für die Rumänische Fußballnationalmannschaft, als er in der 72. Minute eingewechselt wurde. Er wurde dann auch zu den weiteren Spielen nominiert, kam aber nur in zwei der vier letzten Qualifikationsspiele zum Einsatz, mit denen sich die Rumänen für die EM-Endrunde qualifizierten. Am 17. November 2015 erzielte er dann im Freundschaftsspiel gegen Italien sein erstes Länderspieltor und sorgte damit in der vorletzten Spielminute für den 2:2-Ausgleich.
Am 12. Mai 2016 wurde er für den vorläufigen EM-Kader mit 28 Spielern nominiert und dann auch für den endgültigen Kader berücksichtigt. Er kam auch im Eröffnungsspiel der EM gegen Gastgeber Frankreich zum Einsatz, das mit 1:2 verloren wurde, wobei er nach gut einer Stunde ausgewechselt wurde. Gegen die Schweiz und Albanien kam er dann jeweils nur noch als Einwechselspieler zum Einsatz. Als Gruppenvierter schied das Team danach aus.
In der nach der EM begonnenen Qualifikation für die WM 2018 gehörte er zur Stammelf und kam in acht der zehn Spiele zum Einsatz. Als Gruppenvierte verpassten die Rumänen die WM-Endrunde. In der UEFA Nations League 2018/19 kam er verletzungsbedingt nicht zum Einsatz. In der Qualifikation für die Fußball-Europameisterschaft 2021 wurde er erst wieder in den vier Spielen im September und Oktober 2019 eingesetzt. Aufgrund einer Knieverletzung konnte er die beiden letzten Gruppenspiele nicht mitmachen, die verloren wurden, wodurch die direkte Qualifikation als Gruppenvierter verpasst wurde. Als Zweite ihrer Nations-League-Gruppe hatten sie noch die Chance sich über die Playoffs im März 2020 zu qualifizieren,  was aber nicht gelang.

## Auszeichnungen
- Segunda División-Fußballer des Monats: Oktober 2015
- Primera División-Fußballer des Monats: Dezember 2016